# Tebing Tinggi
Tebing Tinggi – miasto w Indonezji na Sumatra w prowincji Sumatra Północna; powierzchnia 31 km²; 178 tys. mieszkańców (2022).
Miasto oddalone o 80 km na południowy wschód od stolicy prowincji, Medanu; ośrodek regionu rolniczego.